# (39226) 2000 YE26
2000 واي إي 26 (ويعرف أيضًا باسم (39226) 2000 واي إي 26 وفق تسمية الكوكب الصغير) (بالإنجليزية: 2000 YE26)‏ هو كويكب ضمن حزام الكويكبات؛ وترتيبه 39226 من حيث الاكتشاف.
اكتُشف هذا الجُرم الفلكي بواسطة بحث لنكولن عن الكويكبات القريبة من الأرض في 23 ديسمبر 2000.

## وصلات خارجية
- (39226) 2000 YE26 في قاعدة بيانات مختبر الدفع النفاث لأجرام النظام الشمسي الصغيرة

- الاكتشاف · مخطط المدار ·  العناصر المدارية · المعلمات المادية

- (39226) 2000 YE26 على موقع ويكي سكاي: DSS2, SDSS, GALEX, IRAS, Hydrogen α, X-Ray, Astrophoto, Sky Map, Articles and images